# Императрица Анна (линейный корабль, 1737)
«Императрица Анна» — линейный корабль 1 ранга постройки 1737 года.

## История строительства
Заложен 9 (20) июля 1732 года как флагманский корабль Балтийского флота. Строительство вёл корабельный мастер Ричард Броун.

## Конструкция
3-мачтовый 3-х дечный парусный линейный корабль. Нёс от 110 до 130 орудий на 3 деках, квартердеке и форкастеле. Первый русский 110-пушечный корабль.

## Боевая служба
В 1739 и 1740 годах в составе эскадр находился в практических плаваниях в Финском заливе.
В июле—августе 1744 года выходил на Кронштадтский рейд.
18 (29) июля 1746 года во главе эскадры под флагом вице-адмирала З. Д. Мишукова пришёл в Ревель из Кронштадта. С 22 (2 августа) и 23 июля (3 августа) участвовал в показательных учениях у Ревеля. 4 (15) августа вернулся в Кронштадт.

## Командиры
Командирами корабля «Императрица Анна» в разное время служили:
- Джон Паддон (1739—1740 годы);
- Джеймс Кеннеди (1744 и 1746 годы).